# Chex Quest
Chex Quest es un videojuego de disparos en primera persona no violento creado en 1996 por Digital Café como una promoción de cereales Chex dirigida a niños de 6 a 9 años en adelante. Es una conversión total del videojuego Doom considerablemete más violento (específicamente la versión The Ultimate Doom). Chex Quest ganó el Premio Golden EFFIE a la Eficacia Publicitaria en 1996 y el Premio Golden Reggie al Logro Promocional en 1998, y hoy es conocido por haber sido el primer videojuego de la historia en ser incluido en cajas de cereales como premio. La prensa ha señalado que el seguimiento de culto para este videojuego está compuesto por fanes inusualmente devotos de este vehículo publicitario de una época pasada.
En 2019, General Mills relanzó Chex Quest junto con su secuela no oficial de 2008, y además subió un mini-documental relacionado en YouTube.

## Jugabilidad
Originalmente basado en Doom Engine, la jugabilidad presente en Chex Quest es sustancialmente idéntica a su predecesor. Este se juega en una perspectiva en primera persona con el personaje jugador navegando a través de entornos casi 3D mientras los enemigos intentan atacarlo e inmovilizarlo. En el camino, se pueden encontrar varios potenciadores, armas y municiones con temática de cereales que pueden mejorar la vitalidad del personaje jugador y hacerlo más capaz de contraatacar o huir de sus enemigos. Cuando el jefe final es derrotado en el último nivel, se gana el videojuego.
Sin embargo, algunas diferencias notables con respecto a Doom son evidentes con respecto a los perfiles enemigos (específicamente la pérdida de ataques de largo alcance en los enemigos de bajo nivel y la reducción de movimiento en los enemigos de alto nivel) y la cantidad de niveles en cada mundo (restringido a cinco niveles en Chex Quest).

## Argumento
Ubicado en un planeta distante llamado Bazoik, el videojuego sigue las andanzas del Guerrero Chex, un soldado revestido con un blindaje en forma de Chex, mientras erradica la invasión del planeta perpetrada por los 'Flemoides': una especie de slimes verdes invertebrados, que han infestado todo el planeta y capturado a muchos colonos indefensos, a quienes el Guerrero Chex debe salvar. Sus armas principales son dispositivos llamados "zorchers", que teletransportan a sus enemigos de regreso a su dimensión de origen. El videojuego comienza en la pista de aterrizaje del centro de investigación en Bazoik; otros niveles incluyen el laboratorio, el arboreto y, finalmente, las cavernas de Bazoik, donde los Flemoides han establecido su colonia. Su arma principal es el uso de mocos como si fueran proyectiles.

## Recepción y legado
Al momento de su estreno, este videojuego fue recibido en gran medida positivamente por los jugadores. Los consumidores de diversas edades dieron comentarios entusiastas y hubo muchas solicitudes para el desarrollo de secuelas. Las ventas corporativas de cereal Chex también experimentaron un tremendo impulso con un aumento del volumen sobre la base que aumentó en un 295% y una participación en el volumen que aumentó un 48% respecto al año anterior. Estos aumentos se atribuyeron directamente a la distribución de Chex Quest, y General Mills consideró que la promoción era "muy exitosa". Aunque la promoción solo duró seis semanas, el videojuego continuó siendo jugado mucho más allá del período de promoción, y los grupos de mercadotecnia promocional consideraron que la imagen de la marca se había revitalizado de ser "anticuada y aletargada a emocionante, divertida y moderna".
A pesar de esto, la poca atención crítica que recibió Chex Quest en la prensa de videojuegos tendió a ser negativa. Las comparaciones de este videojuego con su precursor (Doom) y con otros videojuegos similares de la época a menudo eran desfavorables para Chex Quest, que era etiquetado peyorativamente como un simple "clon de Doom", y que se consideraba una mera imitación con poca o ninguna innovación. El destacado erudito en cereales Scott Bruce denunció la decisión del general Mills de inventar una nueva mascota para el cereal Chex con fines tan frívolos, y rechazó al Guerrero Chex porque no fue lo suficientemente convincente como para vender el producto.
En épocas más actuales, a menudo se considera que Chex Quest ha sido muy innovador y ha sido pionero en el uso de modificaciones con licencia para insertar la colocación de productos en títulos establecidos. Aunque se distribuyeron al menos 5 millones de copias, sus CD originales son muy poco comunes en el mercado secundario, ya que los coleccionistas señalaron que tenían un gran valor coleccionable ya a mediados de la década 1990. Este videojuego ha atraído a una gran cantidad de seguidores de culto, y su fandom ha sido señalado con interés por los críticos profesionales debido a su continua dedicación a este videojuego a pesar de la gran edad de este. Otros críticos, sin embargo, han caracterizado al videojuego como malo incluso para ser un clon de Doom.

### Chex Quest 2: Flemoids Take Chextropolis
La secuela de 1997 desarrollada por Digital Café, titulada Chex Quest 2: Flemoids Take Chextropolis, se puso a disposición de los jugadores de forma gratuita para que la descargaran de la página de inicio de Chex Quest. Desarrollado en un periodo aún más estricto que el videojuego original, Chex Quest 2 fue apresurado para completarse y, en consecuencia, el diseño de niveles y la progresión sufrieron notablemente. Los planes se redactaron para permitir que los niveles de archivos WAD individuales y las actualizaciones del videojuego se publicaran en el sitio web de la compañía como una forma efectiva de generar tráfico allí, y una secuencia final que sugiriera una posible tercera entrega disponible para su visualización. Antes de que se desarrollara un tercer título de la serie, la promoción llegó a su fin y tanto el Chex Quest original como el Chex Quest 2 dejaron de estar disponibles al público, hasta que se publicaron para su descarga en las páginas de Internet de fanes varios años después. Los fanes completaron varias ediciones fangame para desempeñarse como el tercer videojuego de esta serie. Sin embargo, pasaría casi una década entera antes de que se creara una segunda secuela con cualquier reclamo de canonicidad con los dos videojuegos originales.
En la trama de esta secuela, el Guerrero Chex regresa a su planeta natal y aterriza en Chex City solo para descubrir que la amenaza Flemoid ha llegado hasta su mundo natal. Allí, el jugador lucha a través de un puerto espacial terrestre, un cine (que proyecta tres vídeos que se reproducen en bucle sin parar), un museo y la ciudad homónima (Chextropolis), hasta llegar a las alcantarillas para enfrentarse a un jefe final llamado "The Maximus".

### Chex Quest 3
En 2008, Chex Quest 3 fue desarrollado y lanzado como un servicio para los fanes por los exmiembros de Digital Café Charles Jacobi (director de arte y artista principal) y Scott Holman (programador). El exlíder de diseño de sonido de Digital Café, Andrew Benson, también contribuyó con varios temas musicales para el videojuego. Originalmente pensado como un nivel independiente único, Jacobi anunció el desarrollo de una secuela completa en la página de fanes sobre Chex Quest (Chexquest.org) en junio de 2008, y el videojuego completo se lanzó en septiembre del mismo año. Chex Quest 3 emplea el puerto fuente ZDoom, y es considerablemente más grande en tamaño que los dos videojuegos anteriores. El lanzamiento de Jacobi de Chex Quest 3 también incluyó versiones basadas de Chex Quest y Chex Quest 2 en ZDoom, con mejoras significativas y problemas notados corregidos. Chex Quest 2 en particular había sido remasterizado, con algunos niveles significativamente revisados o completamente rearmados. Charles Jacobi reconoció los elogios y cumplidos de los fanes, especialmente a través de proyectos creados por fanes, como el titulado "The Ultimate Chex Quest", como inspiración para completar este proyecto.
La trama de esta secuela se establece diez años después de los eventos de los primeros dos videojuegos de Chex Quest, con la invasión del planeta Ralston producido por los Flemoids. La amplitud de la historia se extendió a una escala mucho mayor, con un escenario aparentemente más sombrío que sus predecesores, el último de los cuales Charles Jacobi disipó como no intencional, ya que simplemente "quería que se sintiera más grande" que los dos primeros videojuegos.

### Desarrollo futuro
En respuesta a una pregunta de la entrevista sobre la posibilidad de un Chex Quest 4 canónico financiado mediante Kickstarter, Jacobi señaló que la franquicia es propiedad de General Mills, por lo que un proyecto financiado probablemente violaría las leyes de derechos de autor y marcas registradas. Sin embargo, los mods distribuidas libremente y sin empañar creadas por los hobbistas probablemente estarían protegidas como libertad de expresión.
En 2016, Jacobi reveló que se estaba desarrollando una nueva versión en alta definición del videojuego original llamado Chex Quest HD, usando Unreal Engine 4 con el permiso de General Mills. Se lanzó un tráiler para este remake en febrero de 2019. Al igual que el videojuego original, contendrá cinco niveles y se distribuirá de forma gratuita.

### Fandom
Los fanes han establecido similitudes entre Chex Quest y GoldenEye con respecto a los derechos legales del videojuego posteriores a la compra de los creadores originales por parte de compañías más grandes. Estos eventos corporativos han hecho que la probabilidad de secuelas oficiales posteriores sea bastante incierta. Sin embargo, al igual que con GoldenEye, Chex Quest todavía tiene un fandom "de culto" dedicado que todavía crea fan-arts, nuevos archivos WAD e incluso secuelas completas 20 años después del lanzamiento original del videojuego, un hecho que se ha utilizado para resaltar la capacidad de los videojuegos de PC para fomentar y apoyar la innovación comunitaria.
Chex Quest ha ganado un fandom devoto desde su estreno en la cajas de cereales en 1996. A menudo siendo fanes simultáneos del cereal Chex y de la serie Doom, la comunidad activa de fanes de Chex Quest ha producido una gran cantidad de secuelas hechas por fanes, y numerosos proyectos no oficiales se han llevado a cabo, incluyendo la serie Chex Trek y el mod Zorchmatch. Otros ejemplos que posiblemente han entrado en el fanon incluyen un Chex Quest 3 y un Chex Quest 4 hechos por fanes, y secuelas en .wad y Game Maker como Return of the Chex Warrior, Chex Quest Project Z y el videojuego de plataformas Chex Quest. Existen WADs de Chex Quest creados por fanes diseñados para casi todos los principales ports fuente de Doom, incluso el Doom Engine original.